# 체내 수정
체내 수정(體內受精)은 암컷의 신체 안에서 수정이 이루어지는 수정 방식이다. 체내 수정을 하는 생물은 교미를 해서 수정을 한다.

## 같이 보기
- 매정
- 수정 (생물학)